# Podunajsko

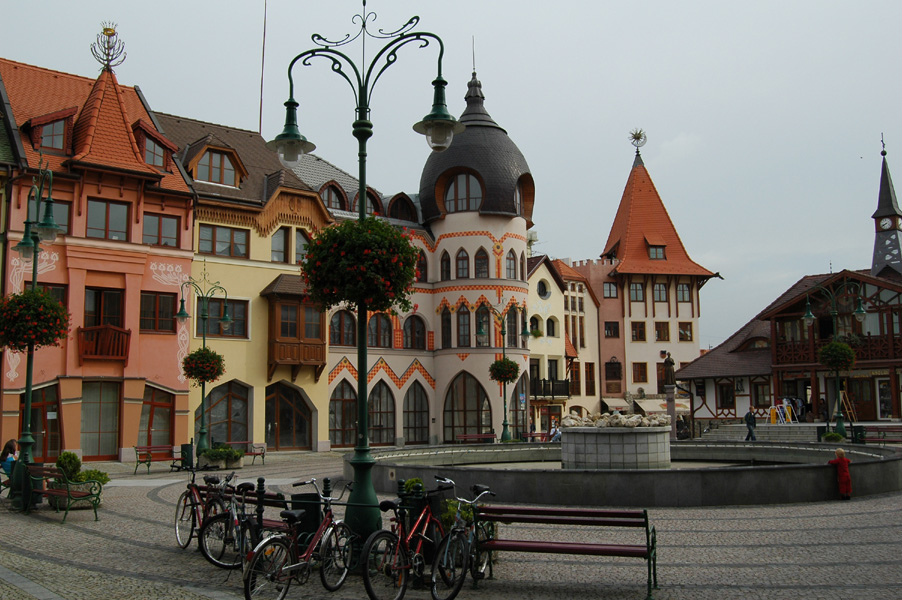
Náměstí Evropy v Komárně

Podunajsko (též Podunajský region cestovního ruchu) je slovenský region a region cestovního ruchu.
Jako region cestovního ruchu zahrnuje:
- okres Dunajská Streda
- okres Komárno
- jižní část okresu Nové Zámky
- z okresu Senec obce Hamuliakovo a Kalinkovo